# 加速器駆動未臨界炉
加速器駆動未臨界炉（かそくきくどうみりんかいろ、英: accelerator-driven subcritical reactor、ADS）とは、加速器で未臨界状態の核燃料体系を駆動させるシステムをいう。

## 概要
加速器駆動未臨界炉は、加速器によって加速された陽子線をターゲットに照射して核破砕反応を起こし、それによって生成された中性子を臨界量に達しない核燃料を装荷した原子炉に照射することで核分裂反応を起こしてエネルギーを発生させる原子炉システムである。半減期数万年のマイナーアクチノイド（MA）を核分裂で焼却できることから「核のゴミ焼却炉」とも呼ばれている。核破砕ターゲットとしてビスマスが使用可能なことから鉛冷却高速炉の設計が有力視されている。
原子炉自体は未臨界であるため、異常時には加速器を停止すれば急速に出力が低下するという利点があるが、技術的課題および同様のシステムの運転経験が無いことなど開発課題も多い。研究開発は進められているものの、2009年時点で全体として「基礎研究段階」にあるとされる。

## 研究の進展
各国で研究が進んでおり、スイスのパウル・シェラー研究所で行われたMEGAPIEと呼ばれる国際共同研究で、液体鉛ビスマスターゲットの運転に成功した。欧州では、ベルギー原子力研究センターで、MYRRHAと呼ばれる研究炉の建設が進んでいる。 
日本国内では、放射性廃棄物処理のためにオメガ計画の一環として検討が進んでいる。京都大学原子炉実験所（現・京都大学複合原子力科学研究所）にて、既存の原子炉に、加速器を併設しトリウムに囲まれたタングステンターゲットに対して陽子線を照射する実験を行った。また、J-PARCにおいて、MAの核変換処理目指して液体ビスマスターゲットに照射する実験が計画されている。
2017年現在、日本で想定されている炉は10万kWを給電するFFAG型加速器を使って最大3万kWの陽子ビームを照射、核分裂による熱エネルギー80万kWを経て電気出力27万kWを発電し、自己使用した残りの17万kWを電力網に売電するものである。この加速器駆動未臨界炉1基で既存の電気出力100万kW級軽水炉10基が排出する高レベル廃棄物の処分が可能である。

## 利点
核変換技術の実現
中性子吸収が大きすぎて燃料としては放棄されてきたウラン・プルトニウム近縁の核分裂物質に対し人工的に中性子を吹き込み核分裂させることで、熱の回収や半減期30年程度と短い核分裂生成物への変換ができる。これにより数万年に渡る保存が必要な放射性廃棄物の量を削減できる。同様の変換は高速増殖炉でも可能だが、これらは燃料の5%しか超長半減期核種を混入できない。これに対し加速器駆動未臨界炉ならば燃料の60%以上を超長半減期核種とできる。
また、プルサーマルに使用できなくなった高次化プルトニウムも燃焼可能であり、高速増殖炉無しでもウラン238（劣化ウラン）をプルトニウムに変化させて燃やしてウランを有効利用する核燃料サイクルを完成することができる。
高安全
臨界に達しておらず、また高速増殖炉に比べ燃料の反応度が低いため燃料から発生する中性子だけでは臨界状態が維持されない。そのため熱暴走や即発臨界、制御棒の故障による暴走の危険がなく本質的に安全である。また燃料1Lあたりの発熱量は高速増殖炉 (400kW～1000kW) に比べ低く、出力密度の低い安全な炉にすることができる。
高燃料増殖効率
大量の高速中性子が得られるので核燃料の増殖の効率が良い。カルロ・ルビアはそのままでは燃えないトリウムを未臨界体系で増殖し、核分裂させるトリウム燃料サイクルへの応用を考えた。

## 問題点
高速中性子発生手段の効率性
高速中性子発生手段としては加速器より核融合のほうが効率が優れており、加速器駆動未臨界炉でできる事の多くは核融合でも可能である。但し加速器駆動未臨界炉は核融合（2038年頃、実証炉運転開始目標）より早期に実現する可能性が高い。
安全性
現在日本で構想されているものは溶融金属（鉛ビスマス）を水で冷やす設計である。2次冷却が水の場合、水素あるいは水蒸気爆発の危険が存在する。
鉛ビスマスの腐食性
ターゲットとして用いられる鉛ビスマスは、ナトリウムのように水と反応して水素を発生したりしないため事故時に水をかけても危険性は低い。しかし鉄よりイオン化傾向が低いために、容器の鋼材が腐食したり、腐食剥離物や液体金属酸化物でスラグが発生する問題がある。そこで鉛ビスマス中の酸素濃度を電子制御管理することが、腐食やスラグ発生抑止に有効だと判明している。ソ連では原子力潜水艦で実績もある。流路設計では、プール型（圧力容器に2次冷却材熱交換器を内蔵した形式）で万一、機器故障でスラグが発生しても流路閉塞しない流路設計が採用されている。MYRRHAでは耐食性と耐熱性から燃料被覆管の材料にはオーステナイト系ステンレス鋼が予定されている。
ポロニウムへの対処
ターゲットとして鉛ビスマスを使用した場合、中性子捕獲反応とベータ崩壊によってビスマス209から微量のポロニウム210が発生するため、その除去が問題となる。対策として、ビスマスを使わず100%鉛を使い、早めにターゲットを交換することや、ベーキング技術の応用で解決可能との研究報告が出ている。また、東京工業大学を中心に鉛ビスマス冷却材の研究進展が著しい。